# 61e cérémonie des New York Film Critics Circle Awards
La 61e cérémonie des New York Film Critics Circle Awards, décernés par le New York Film Critics Circle, a eu lieu le 7 janvier 1996, et a récompensé les films réalisés dans l'année précédente.

## Palmarès

### Meilleur film
- Leaving Las Vegas
  - Raison et Sentiments (Sense and Sensibility)
  - Safe

### Meilleur réalisateur
- Ang Lee pour Raison et Sentiments (Sense and Sensibility)
  - Mike Figgis pour Leaving Las Vegas
  - Todd Haynes pour Safe

### Meilleur acteur
- Nicolas Cage pour le rôle de Ben Sanderson dans Leaving Las Vegas
  - Anthony Hopkins pour le rôle de Richard Nixon dans Nixon
  - Jeff Bridges pour le rôle de Wild Bill Hickok dans Wild Bill
  - John Travolta pour le rôle de Chili Palmer dans Get Shorty

### Meilleure actrice
- Jennifer Jason Leigh pour le rôle de Sadie Flood dans Georgia
  - Elisabeth Shue pour le rôle de Sera dans Leaving Las Vegas
  - Julianne Moore pour le rôle de Carol White dans Safe
  - Nicole Kidman pour le rôle de Suzanne Stone-Maretto dans Prete a tout (To Die For)
  - Meryl Streep pour le rôle de Francesca Johnson dans Sur la route de Madison (The Bridges of Madison County)
  - Emma Thompson pour le rôle de Elinor Dashwood dans Raison et Sentiments (Sense and Sensibility)

### Meilleur acteur dans un second rôle
- Kevin Spacey pour ses rôles dans Alerte ! (Outbreak), Seven, Swimming with Sharks et Usual Suspects
  - Don Cheadle pour le rôle de Mouse Alexander dans Le Diable en robe bleue (Devil in a Blue Dress)

### Meilleure actrice dans un second rôle
- Mira Sorvino pour le rôle de Leslie / Linda Ash dans Maudite Aphrodite (Mighty Aphrodite)
  - Joan Allen pour le rôle de Pat Nixon dans Nixon

### Meilleur scénario
- Raison et Sentiments (Sense and Sensibility) – Emma Thompson
  - Clueless – Amy Heckerling

### Meilleure photographie
- Shanghai Triad – Yue Lu

### Meilleur film en langue étrangère
- Les Roseaux sauvages •  France
  - Au travers des oliviers (زیر درختان زیتون, Zir-e derakhtān zeytoun) •  Iran
  - Lamerica •  Italie

### Meilleur premier film
- Chris Noonan pour Babe, le cochon devenu berger (Babe)
  - Lodge Kerrigan pour Clean et Shaven
  - Noah Baumbach pour Match en famille

### Meilleur documentaire
- Crumb